# Pachylia cubensis
Pachylia cubensis är en fjärilsart som beskrevs av Adolf G. Closs 1911. Pachylia cubensis ingår i släktet Pachylia och familjen svärmare. Inga underarter finns listade i Catalogue of Life.